# 3888-as busz
A 3888-as jelzésű autóbuszvonal Sárospatak és Kisvárda környékének egyik regionális autóbuszjárata, amit a Volánbusz Zrt. lát el a két város között, Cigánd érintésével.

## Közlekedése

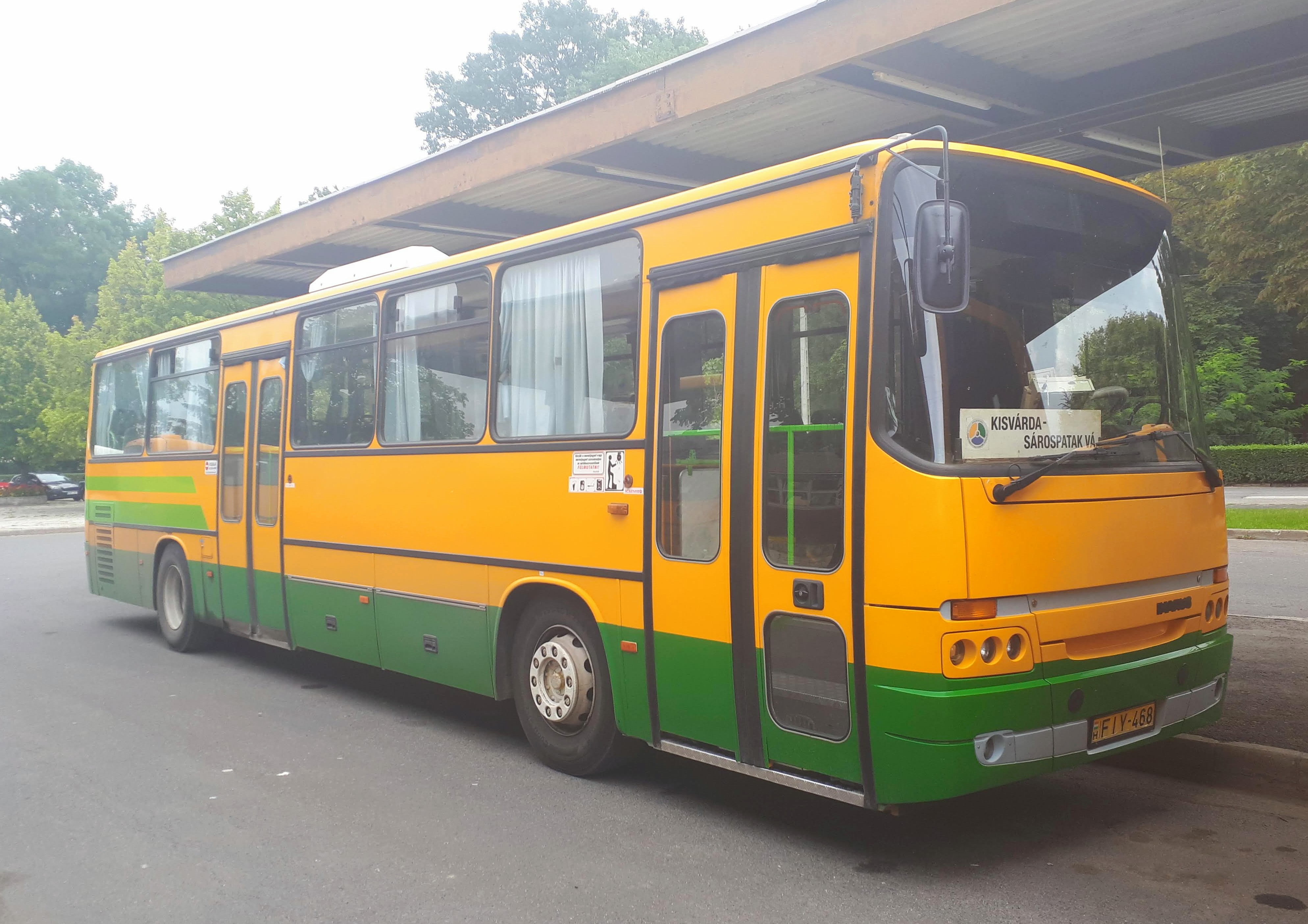
Ikarus 256 pihen Sárospatakon

A járat a Sárospataki járás székhelyének, Sárospataknak a forgalmas vasútállomását köti össze az egy vármegyével odébb, Szabolcs-Szatmár-Beregben található, szintén járásközpont Kisvárdával. Utóbbi településen szintén a vasútállomásig közlekedik, egyes járatai vasúti csatlakozást is adnak. Útvonalára felfűzi a Cigándi járás székhelyét, Cigándot is, illetve egyes indításai Tiszakarádra is betérnek. A járat gyorsjáratnak tekinthető, napi fordulószáma alacsony.

## Megállóhelyei
| 0  | Sárospatak, vasútállomás végállomás   | 41 | 1449, 3729, 3869, 3870, 3871, 3872, 3873, 3875, 3878, 3879, 3880, 3881, 3882, 3883, 3884, 3885, 3886, 3923, 3930 személyvonat, sebesvonat, IC |
| 1  | Sárospatak, Bodrog Áruház             | 40 | 1449, 3729, 3869, 3872, 3873, 3875, 3878, 3879, 3880, 3881, 3882, 3883, 3884, 3885, 3886, 3923                                                |
| 2  | Sárospatak, téglagyár                 | 39 | 3872, 3873, 3875, 3878, 3879, 3880, 3923 |
| 3  | Halászhomoki elágazás                 | 38 | 3872, 3873, 3875, 3878, 3879, 3880, 3923 |
| 4  | Páterhomok, vegyesbolt                | 37 | 3878, 3879, 3880, 3923 |
| 5  | Sirálytanya                           | 36 | 3878, 3879, 3880, 3923 |
| 6  | Dorkótanyai elágazás                  | 35 | 3878, 3879, 3880, 3923 |
| 7  | Tiszakarádi elágazás                  | 34 | 3878, 3879, 3880, 3920, 3923 |
| 8  | Kishomok, tsz major                   | 33 | 3879, 3880, 3923 |
| 9  | Tiszakarád, malom                     | 32 | 3879, 3880, 3920, 3923 |
| 10 | Tiszakarád, Rákóczi utca 71.          | 31 | 3879, 3880, 3920, 3923 |
| 11 | Tiszakarád, Budai Nagy Antal utca 5.  | 30 | 3879, 3880, 3920, 3923 |
| 12 | Tiszakarád, Dózsa tér                 | 29 | 3879, 3880, 3920, 3923 |
| 13 | Tiszakarád, Budai Nagy Antal utca 5.  | 28 | 3879, 3880, 3920, 3923 |
| 14 | Tiszakarád, Rákóczi utca 71.          | 27 | 3879, 3880, 3920, 3923 |
| 15 | Tiszakarád, malom                     | 26 | 3879, 3880, 3920, 3923 |
| 16 | Kishomok, tsz major                   | 25 | 3879, 3880, 3923 |
| 17 | Tiszakarádi elágazás                  | 24 | 3878, 3879, 3880, 3920, 3923 |
| 18 | Nagyhomok, autóbusz-váróterem         | 23 | 3878, 3879, 3880, 3923 |
| 19 | Tiszacsermely, Kossuth utca 8.        | 22 | 3878, 3879, 3880, 3923 |
| 20 | Tiszacsermely, autóbusz-váróterem     | 21 | 3878, 3879, 3880, 3923 |
| 21 | Tiszacsermely, Arany János utca 10.   | 20 | 3878, 3879, 3880, 3923 |
| 22 | Tiszacsermely, határszél              | 19 | 3878, 3879, 3880, 3923 |
| 23 | Erzsébettanya bejárati út             | 18 | 3878, 3879, 3880, 3923 |
| 24 | Cigánd, Felszabadulás utca            | 17 | 3878, 3879, 3880, 3923 |
| 25 | Cigánd, Petőfi utca 72.               | 16 | 3878, 3879, 3887 |
| 26 | Cigánd, Hősök tere                    | 15 | 3878, 3879, 3880, 3887, 3920, 3925 |
| 27 | Cigánd, szabadidő-központ             | 14 | 3878, 3879, 3880, 3887, 3920, 3923, 3925 |
| 28 | Branyiczkitanya                       | 13 | 3878, 3879, 3887, 3923 |
| 29 | Cigánd, Ricsei útelágazás             | 12 | 3878, 3879, 3887, 3923 |
| 30 | Tiszakanyár, bejárati út              | 11 | 3887 |
| 31 | Kékcse, cigándi elágazás              | 10 | 3887 |
| 32 | Kékcse, Kanyári utca                  | 9  | 3887, 4270 |
| 33 | Kékcse, községháza                    | 8  | 3887, 4270 |
| 34 | Kékcse, autóbusz-váróterem            | 7  | 3887, 4270 |
| 35 | Kisvárda, TESCO                       | 6  | 3887, 4270 |
| 36 | Kisvárda, fürdő                       | 5  | 3887, 4270 |
| 37 | Kisvárda, Csillag utca                | 4  | 3887, 4208, 4210, 4251, 4253, 4254, 4259, 4261, 4267, 4270                                                                                    |
| 38 | Kisvárda, gimnázium                   | 3  | 3887, 4208, 4210, 4261, 4263, 4267, 4270 |
| 39 | Kisvárda, piactér                     | 2  | 3887, 4210, 4261, 4263, 4267, 4270 |
| 40 | Kisvárda, pénzügyőr laktanya          | 1  | 3887, 4210, 4261, 4263, 4267, 4270 |
| 41 | Kisvárda, autóbusz-állomás végállomás | 0  | 3887, 4208, 4210, 4251, 4253, 4254, 4259, 4261, 4263, 4267, 4270 személyvonat, sebesvonat, gyorsvonat, expresszvonat, IC, EC, S51             |